# Halálozások 1979-ben
Ez a szócikk az 1979-es évben elhunyt nevezetes személyeket sorolja fel.

## December
| Dátum | Név | Foglalkozás / tisztség | Kor | Forrás |
| ----- | --- | ---------------------- | --- | ------ |

## November
| Dátum       | Név              | Foglalkozás / tisztség                                          | Kor | Forrás |
| ----------- | ---------------- | --------------------------------------------------------------- | --- | ------ |
| november 7. | Germanus Gyula   | orientalista, nyelvész, író, történész, országgyűlési képviselő | 095 |        |
| november 1. | Mamie Eisenhower | az Amerikai Egyesült Államok first ladyje (1953–1961)           | 082 |        |

## Október
| Dátum       | Név                 | Foglalkozás / tisztség                      | Kor | Forrás |
| ----------- | ------------------- | ------------------------------------------- | --- | ------ |
| október 24. | Zách János          | színész, színházi rendező, színigazgató     | 070 |        |
| október 9.  | Nur Muhammad Taraki | afgán kommunista politikus, pártfőtitkár    | 062 |        |
| október 3.  | Armi Ratia          | finn textilművész, formatervező, vállalkozó | 067 |        |

## Szeptember
| Dátum         | Név           | Foglalkozás / tisztség                                    | Kor | Forrás |
| ------------- | ------------- | --------------------------------------------------------- | --- | ------ |
| szeptember 4. | Öveges József | Kossuth-díjas fizikus, egyetemi tanár, piarista szerzetes | 083 |        |

## Augusztus
| Dátum         | Név          | Foglalkozás / tisztség                                                       | Kor | Forrás          |
| ------------- | ------------ | ---------------------------------------------------------------------------- | --- | --------------- |
| augusztus 30. | Jean Seberg  | amerikai színésznő, aktivista                                                | 040 | [ halott link ] |
| augusztus 27. | Lajos Ferenc | battenbergi herceg, India főkormányzója, a Brit Királyi Hadsereg parancsnoka | 079 |                 |

## Július
| Dátum      | Név              | Foglalkozás / tisztség                                            | Kor | Forrás |
| ---------- | ---------------- | ----------------------------------------------------------------- | --- | ------ |
| július 13. | Corinne Griffith | Oscar-díjra jelölt amerikai színésznő, filmproducer, üzletasszony | 084 |        |
| július 12. | Minnie Riperton  | amerikai énekesnő, dalszerző                                      | 031 |        |

## Június
| Dátum      | Név            | Foglalkozás / tisztség                                                  | Kor | Forrás |
| ---------- | -------------- | ----------------------------------------------------------------------- | --- | ------ |
| június 24. | Örkény István  | Kossuth- és József Attila-díjas író, prózaíró, szerkesztő, gyógyszerész | 067 |        |
| június 22. | Louis Chiron   | monacói autóversenyző, Formula–1-es pilóta                              | 079 |        |
| június 19. | Passuth László | író, műfordító                                                          | 078 |        |
| június 11. | John Wayne     | Oscar-díjas amerikai színész                                            | 072 |        |

## Május
| Dátum     | Név           | Foglalkozás / tisztség                                         | Kor | Forrás |
| --------- | ------------- | -------------------------------------------------------------- | --- | ------ |
| május 29. | Mary Pickford | Oscar-díjas kanadai-amerikai színésznő, producer               | 087 |        |
| május 14. | Jean Rhys     | brit regényíró                                                 | 088 |        |
| május 9.  | Cyrus Eaton   | kanadai-amerikai közgazdász, üzletember, iparmágnás, filantróp | 095 |        |

## Április
| Dátum | Név | Foglalkozás / tisztség | Kor | Forrás |
| ----- | --- | ---------------------- | --- | ------ |

## Március
| Dátum | Név | Foglalkozás / tisztség | Kor | Forrás |
| ----- | --- | ---------------------- | --- | ------ |

## Február
| Dátum      | Név           | Foglalkozás / tisztség                                                  | Kor | Forrás                                                        |
| ---------- | ------------- | ----------------------------------------------------------------------- | --- | ------------------------------------------------------------- |
| február 9. | Gábor Dénes   | Nobel-díjas fizikus, gépészmérnök, villamosmérnök                       | 078 | Archiválva 2022. november 15-i dátummal a Wayback Machine-ben |
| február 7. | Josef Mengele | német SS-tiszt, az auschwitzi koncentrációs tábor orvosa, háborús bűnös | 067 |                                                               |
| február 2. | Sid Vicious   | angol zenész, basszusgitáros (Sex Pistols)                              | 021 |                                                               |

## Január
| Dátum      | Név                | Foglalkozás / tisztség                              | Kor | Forrás |
| ---------- | ------------------ | --------------------------------------------------- | --- | ------ |
| január 26. | Nelson Rockefeller | amerikai üzletember, politikus, alelnök (1974–1977) | 070 |        |
| január 16. | Ted Cassidy        | amerikai színész                                    | 046 |        |